# Шунява
Шунява (словац. Šuňava) — село в Словаччині, Попрадському окрузі Пряшівського краю. Розташоване в північній Словаччині в південно—західному куті Попрадської котловини на північних схилах Низьких Татер в долині потока Лопушна.
Уперше згадується у 1269 році.
У частині села Нижня Шунява є римо-католицький костел з 1765 року в стилі пізнього бароко, в частині села Вишня Шунява є римо-католицький костел з 1832 року в стилі класицизму.

## Населення
| Рік:            | 1993 | 2003    | 2013    | 2023    |
| --------------- | ---- | ------- | ------- | ------- |
| Кількість осіб: | 1809 | 1895    | 1982    | 1961    |
| Різниця:        |      | +4,75 % | +4,59 % | -1,05 % |

| Рік:            | 2022 | 2023    |
| --------------- | ---- | ------- |
| Кількість осіб: | 1950 | 1961    |
| Різниця:        |      | +0,56 % |

У селі проживає 1934 осіб.
Національний склад населення (за даними останнього перепису населення — 2001 року):
- словаки — 97,67 %,
- чехи — 0,21 %,
- поляки — 0,05 %,
- угорці — 0,05 %,

Склад населення за приналежністю до релігії станом на 2001 рік:
- римо-католики — 97,24 %,
- протестанти — 0,32 %,
- греко-католики — 0,11 %,
- не вважають себе вірянами або не належать до жодної вищезгаданої конфесії — 2,33 %